# خواجة لر سفلي
خواجة لر سفلي (بالفارسية: خواجه‌لر سفلی) هي مستوطنة تقع في Charuymaq-e Jonubesharqi Rural District في إيران. يقدر عدد سكانها بـ 48 نسمة .